# Potamocoris
Potamocoris is een geslacht van halfvleugeligen uit de familie van de Potamocoridae. Het geslacht werd voor het eerst wetenschappelijk beschreven door Hungerford in 1941.

## Soorten
Het genus bevat de volgende soorten:

- Potamocoris beckeri La River, 1950
- Potamocoris hungerfordi (De Carlo, 1968)
- Potamocoris isbiru D. Polhemus & Carrie, 2013
- Potamocoris kleerekoperi (Hungerford, 1942)
- Potamocoris nelsoni (Longo, Ribeiro & Nessimian, 2005)
- Potamocoris nieseri van Doesburg, 1984
- Potamocoris parvus Hungerford, 1941
- Potamocoris plaumanni (De Carlo, 1968)
- Potamocoris robustus La Rivers, 1969
- Potamocoris sitesi Herrera & Springer, 2014
- Potamocoris usingeri (De Carlo, 1968)